# Windows Imaging Component
 (septembre 2020).
Si vous disposez d'ouvrages ou d'articles de référence ou si vous connaissez des sites web de qualité traitant du thème abordé ici, merci de compléter l'article en donnant les références utiles à sa vérifiabilité et en les liant à la section « Notes et références ».
Pour les articles homonymes, voir WIC.
Windows Imaging Component (WIC) est un composant ActiveX de Windows Vista pour traiter les images numériques.

## Métadonnée
WIC permet d'utiliser les formats de fichiers EXIF, les métadonnées textuelles PNG, IFD (image file directory) (IFD), IPTC Information Interchange Model (IPTC), et XMP.
De plus, WIC inclut un framework pour supporter les métadonnées provenant d'éditeurs autres que Microsoft.